# 双锯球胸虎甲
双锯球胸虎甲（学名：Therates biserratus），一种于中国贵州省发现的昆虫，是虎甲科球胸虎甲属的一种。
双锯球胸虎甲于2023年被收录入《有重要生态、科学、社会价值的陆生野生动物名录》。同年有学者认为本种是琉璃突眼虎甲（蓝亮球胸虎甲）指名亚属（Therates fruhstorferi subsp. fruhstorferi W.Horn, 1902）的同物异名。